# Estructura secundaria de las proteínas

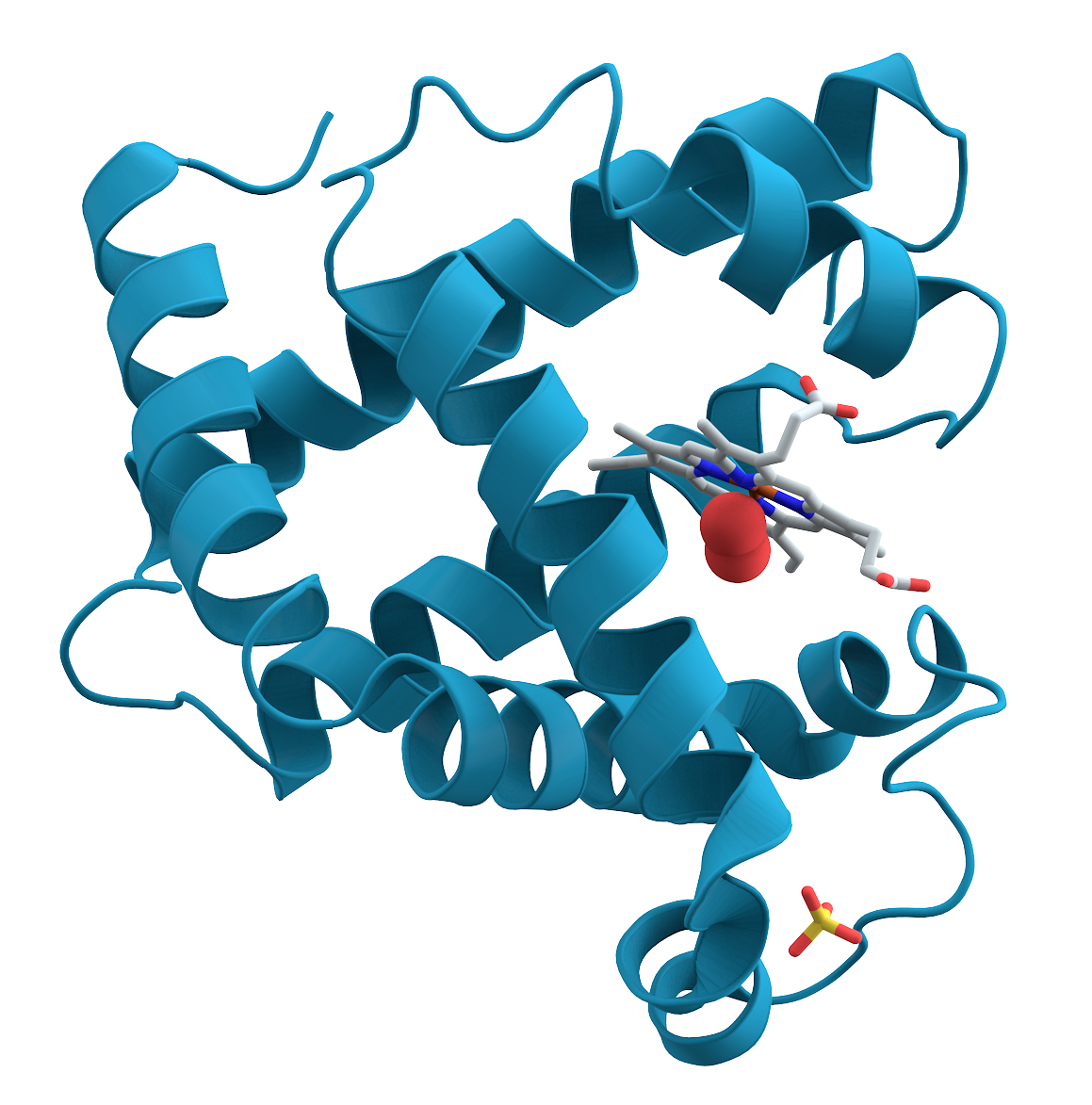
Representación 3D de la estructura de la proteína mioglobina: las hélices alfa se muestran en color azul y el grupo hemo de color gris. Esta proteína fue la primera que tuvo su estructura resuelta mediante cristalografía de rayos X, gracias a Max Perutz y Sir John Cowdery Kendrew en 1958. Recibieron el Premio Nobel de Química en 1962.

La estructura secundaria de las proteínas es el plegamiento regular local entre residuos aminoacídicos cercanos de la cadena polipeptídica. Este tipo de estructura de las proteínas se adopta gracias a la formación de enlaces de hidrógeno entre los grupos carbonilo (-CO-) y amino (-NH-) de los carbonos involucrados en los enlaces peptídicos de aminoácidos cercanos en la cadena. Estos también se los encuentra en forma de espiral aplanada. Existen diferentes modelos de estructuras secundarias (motivos), los más frecuentes son la hélice alfa y la conformación beta o lámina plegada. 

## Plegamiento
El plegamiento es esperado a nivel local, entre aminoácidos cercanos de la cadena polipeptídica. Este tipo de estructura de las proteínas se adopta mediante la formación de enlaces de hidrógeno.
Representación 3D a partir de los datos en coordenadas.
Siempre ha sido un desafío en la biología molecular, poder predecir una estructura 3D de una proteína a partir de su secuencia 1D.

## Clasificación
Existen diferentes modelos de estructuras secundarias (motivo estructural), los más frecuentes son la hélice alfa (α) y la conformación beta o lámina plegada beta (β).

### Características físicas de las tres mayores hélices proteicas
| Atributo geométrico     | α-hélice        | hélice 310      | π-hélice        |
| ----------------------- | --------------- | --------------- | --------------- |
| Translación por residuo | 1.5 Å (0.15 nm) | 2.0 Å (0.20 nm) | 1.1 Å (0.11 nm) |
| Radio de la hélice      | 2.3 Å (0.23 nm) | 1.9 Å (0.19 nm) | 2.8 Å (0.28 nm) |
| Residuos por giro       | 3.6             | 3.0             | 4.4             |
| Inclinación             | 5.4 Å (0.54 nm) | 6.0 Å (0.60 nm) | 4.8 Å (0.48 nm) |

Las formas estructurales secundarias más comunes son: las hélices alfa y las láminas beta. 

Otras hélices, como la 310 y la hélice π, se ha postulado que poseen patrones de unión de hidrógeno energéticamente favorables, pero rara vez vistas naturalmente, a excepción de su presencia en los extremos de las hélices alfa. Otras estructuras extendidas como la hélice de poliprolina y la sábana alfa son raras en la forma natural proteica pero se cree que son intermediarios importantes en el doblamiento de las proteínas. 
- Hélice alfa: En esta estructura la cadena polipeptídica se desarrolla en espiral sobre sí misma debido a los giros producidos en torno al carbono alfa de cada aminoácido. Esta estructura se mantiene gracias a los enlaces de hidrógeno intracatenarios formados entre el grupo -C=O del aminoácido "n" y el -NH del "n+4" (cuatro aminoácidos más adelante en la cadena).

- Hoja plegada beta: Cuando la cadena principal se estira al máximo que permiten sus enlaces covalentes se adopta una configuración espacial denominada cadena beta. Algunas regiones de proteínas adoptan una estructura en zigzag y se asocian entre sí estableciendo uniones mediante enlaces de hidrógeno intercatenarios. Todos los enlaces peptídicos participan en estos enlaces cruzados, confiriendo así gran estabilidad a la estructura. La forma en beta es una conformación simple formada por dos o más cadenas polipeptídicas paralelas (que corren en el mismo sentido) o antiparalelas (que corren en direcciones opuestas) y se adosan estrechamente por medio de puentes de hidrógeno y diversos arreglos entre los radicales libres de los aminoácidos. Esta conformación tiene una estructura laminar y plegada, a la manera de un acordeón.

- Hélice de colágeno: una variedad particular de la estructura secundaria, característica del colágeno, proteína presente en tendones y tejido conectivo.

- Existen otros tipos de hélices: Hélice 310 (puentes de hidrógeno entre los aminoácidos "n" y "n+3") y hélice Π (puentes de hidrógeno entre los aminoácidos "n" y "n+5"), pero son mucho menos usuales.

- Giros beta: Secuencias de la cadena polipeptídica con estructura alfa o beta, a menudo están conectadas entre sí por medio de los llamados giros beta. Son secuencias cortas, con una conformación característica que impone un brusco giro de 180 grados a la cadena principal de un polipeptido.

Linus Pauling utilizó la cristalografía de rayos X para deducir la estructura secundaria de las proteínas. La estructura secundaria fue introducida por Kaj Ulrik Linderstrøm-Lang en la Universidad de Stanford en 1952.

## Algoritmo DSSP
Existen varios métodos para definir la estructura secundaria de  una proteína (por ejemplo STRIDE, DEFINE), pero el método del diccionario de estructura de proteínas (DSSP) es el más utilizado para describir estas estructuras, que utiliza códigos de una letra. Existen ocho tipos de estructuras que el DSSP define:
- G = hélice de 3 vueltas (310). Longitud mínima de 3 residuos.
- H = hélice de 4 (hélice alfa). Long. mínima de 4 residuos.
- I = hélice de 5 vueltas (hélice π). Long. mínima de 5 residuos.
- T = giro de unión de hidrógeno (3-4-5)
- E = hebra extendida en conformación sábana beta paralela y/o anti-paralela. Long. mínima de 2 residuos.
- B = residuo en punte beta aislado.
- S = doblado (no posee uniones de hidrógeno).
- C = rollo (residuos que no forman parte de aquello mencionados anteriormente).